# Grand Prix van San Remo 1949
De Grand Prix van San Remo 1949 was een autorace die werd gehouden op 3 april 1949 in San Remo.

## Uitslag
| Positie | Nummer | Rijder               | Team               | Ronden | Tijd/Opgave     | Startplaats |
| ------- | ------ | -------------------- | ------------------ | ------ | --------------- | ----------- |
| 1       | 18     | Juan Manuel Fangio   | Maserati           | 90     | 3:01:28.6       | 2           |
| 2       | 28     | Prince Bira          | Maserati           | 90     | + 35.4          | 1           |
| 3       | 30     | Toulo de Graffenried | Maserati           | 89     | + 1 Ronde       | 4           |
| 4       | 34     | Benedicto Campos     | Maserati           | 89     | + 1 Ronde       | 5           |
| 5       | 42     | Felice Bonetto       | Ferrari            | 88     | + 2 Rondes      | 8           |
| 6       | 12     | Giovanni Bracco      | Ferrari            | 85     | + 5 Rondes      | 15          |
| 7       | 32     | Piero Carini         | Maserati           | 84     | + 6 Rondes      | 18          |
| 8       | 48     | Roberto Vallone      | Ferrari            | 83     | + 7 Rondes      | 12          |
| 9       | 40     | Eugène Chaboud       | Maserati           | 69     | + 21 Rondes     | 17          |
| 10      | 26     | Frank Séchehaye      | Maserati           | 63     | + 27 Rondes     | 22          |
| NF      | 8      | Pierre Levegh        | Talbot-Lago-Talbot | 56     |                 | 21          |
| NF      | 14     | Peter Whitehead      | Ferrari            | 50     |                 | 10          |
| NF      | 10     | Bruno Sterzi         | Ferrari            | 43     |                 | 19          |
| NF      | 24     | Raymond Sommer       | Maserati           | 37     | Koppakking      | 3           |
| NF      | 36     | Fred Ashmore         | Maserati           | 34     | Versnellingsbak | 14          |
| NF      | 16     | Discoride Lanza      | Maserati           | 32     |                 | 11          |
| NF      | 6      | Louis Rosier         | Talbot-Lago-Talbot | 25     | Ongeluk         | 13          |
| NF      | 52     | Emilio Romano        | Maserati           | 19     | Ventiel         | 20          |
| NF      | 20     | Nello Pagani         | Maserati           | 15     | Ventiel         | 9           |
| NF      | 4      | Ludwig Fischer       | Simca-Gordini      | 10     | Motor           | 6           |
| NF      | 44     | Ferdinando Righetti  | Ferrari            | 10     | Koppakking      | 7           |
| NF      | 22     | Louis Chiron         | Simca-Gordini      | 9      | Ongeluk         | 16          |